# Gheorghe Schwartz
Gheorghe Schwartz (n. 16 septembrie 1945, Lugoj, Timiș, România) este un prozator român, membru al Uniunii Scriitorilor din România din anul 1976.

## Biografie
Este fiul Mariei-Mariana (n. Selinski), profesoară de pian, și al lui Eugen Schwartz, funcționar. Școala primară, gimnaziul și liceul le-a urmat la Lugoj (1952–1963), iar apoi a urmat Facultatea de Istorie-Filozofie, secția Limba și literatura română, specialitatea defectologie, în cadrul Universității Babeș-Bolyai din Cluj, pe care a absolvit-o în anul 1968.
Din anul 1968, după absolvirea facultății, se stabilește la Arad unde devine profesor, iar mai apoi director al Școlii Speciale, până în anul 2002. Din anul 2002 devine profesor universitar la Universitatea Aurel Vlaicu din Arad în psihologie și filosofie, iar din anul 2003 ocupă funcția de decan al Facultății de Științe Umaniste și Sociale, din cadrul aceleași universități.
Printre altele, a mai fost în perioada 1990–1992, redactor șef adjunct al revistei literare „Arca”, consilier la Ambasada României din Germania, la Bonn în perioada 1992–1993, consilier șef la Inspectoratul pentru cultură al județului Arad, în perioada 1990–1994.
Debutul editorial a avut loc în revista literară „Familia” din Oradea cu două proze scurte în anul 1969, apoi, în anul 1972 publică volumul de debut Martorul, roman, la editura Facla din Timișoara.

## Opera
- Martorul, roman, Facla, Timișoara, 1972, 275 p.
- Ucenicul vrăjitor, proză scurtă, Cartea Românească, București, 1976, 2ll p.
- Pietrele, roman, Eminescu, București, 1978, 275 p.
- Orele orașului Arad (în colaborare), Eminescu, 1978, 246 p.
- A treia zi, Eminescu, roman, București, 1980, 315 p.
- Spitalul, roman, Eminescu, București, 1981, 310 p.
- Efectul P., roman, Eminescu, București, 1983, 310 p.
- Maximele minimele, proză scurtă, Dacia, Cluj, 1984, 166 p.
- Castelul albastru, proză scurtă, Dacia, Cluj, l986, 253 p.
- Om și lege, roman, Eminescu, 1987, 360 p.
- Cei o sută. Anabasis, vol. I, roman, Facla, Timișoara, 1988, 374 p.
- Cochilia, roman, Forum, București, 1992, 435 p. - ISBN 973-9065-13-9
- Sirene, (în colaborare), Berlin, 1992, 154 p.
- Cei o sută. Ecce homo, vol. II, roman, Cartea Românească, București, 1993, 435 p. - ISBN 973-23-0272-0
- Procesul. O dramă evreiască, roman, Helicon, Timișoara, 1996, 150 p. -ISBN 973-574-200-4
- Cei o sută. Oul de aur, vol. III, roman, Allfa, București, 1998, 504 p. - ISBN 973-9293-86-7
- Paranoia Schwartz, proză scurtă, Atlas Clussium, Cluj, 1999, 221 p. - ISBN 973-555-212-4.
- Cei o sută. Mâna albă, vol. IV, roman, Allfa, București, 2000, 554 p. - ISBN 973-9477-54-2
- Teatru (în colaborare), Eminescu, 2000, 506 p. - ISBN 973-22-0823-6
- Politica și presa, Editura Universității "Babeș-Bolyai", Cluj-Napoca, 2000, 283 p.
- Cei o sută. Vara rece, vol. V, Uniunea Scriitorilor, Redacția Publicațiilor pentru străinătate “România”, București, 2004, 305 p.- ISBN 973–8333-22-9
- Filosofia limbajului în spiritul psihologiei transversale, Editura Paideia, București,  2005, 216 p. - ISBN 973-596-251-9
- Cei o sută. Axa lumii, vol. VI, Editura Polirom, București, 2005 – ISBN 973-46/0004-4
- Psihologia copilului, Editura, Editura Universității „Aurel Vlaicu” din Arad, 2006, 200 p. - ISBN 978-973-752-104-0
- Cei o sută. Culoarul templier, vol. VII, Editura Curtea Veche, București, 2008, 480 p. - ISBN 978-973-669-533-9
- Editorialul, Editura Universității „Aurel Vlaicu” din Arad, 2009, 310 p. - ISBN 978-973-752-336-5
- Fundamentele psihologiei speciale, Editura Universității „Aurel Vlaicu” din Arad, 2009, 240 p.- ISBN 978-973-752-363-1
- Cei o sută. Secretul Florența, vol. VIII, Editura Curtea Veche, București, 2010, 592 p. - ISBN 978-973-669-932-0
- Cei o sută. Diavolul argintiu, vol. IX, Editura Curtea Veche, București, 2011, 512 p. - ISBN 978-606-588-191-4
- Cei o sută. Bastonul contelui, vol. X, Editura Curtea Veche, București, 2012, 512 p. - ISBN 978-606-588-313-0
- Cei o sută. Agnus Dei (Mielul Domnului), vol. XI, Editura Curtea Veche, București, 2013, 512 p. - ISBN 978-606-588-512-7
- Autiștii cărților, roman hibrid, Editura eLiteratura, București, 2013, 564 p. - ISBN 978-606-700-152-5
- Fundamentele psihologiei speciale, Institutul European, Iasi, 2014, 242 p. - ISBN 978-606-24-0051-4
- Enigmele infinite – vocalize, roman, Editura Mirador, Arad, 2014 - ISBN 978-973-164-172-0
- Hotarele istorice. Vocalize în Re minor, roman, Editura Junimea, Iași, 2015 - ISBN 978-973-37-1841-3
- Justiția suverană sau adevăratul Tratat de drept procedural. Curs practic cu pilde edificatoare (Vocalize în mi minor), roman, Editura Junimea, Iași, 2016 - ISBN 978-973-37-1924-3
- 41.b. În foileton în ziarul Curentul;    41. HÂRTIILE OFICIALE, Vocalize în Fa Major, editura Junimea, Iași, 2017, 238 p, ISBN 978-973-37-2044-7;         41.b. În foileton în ziarul Curentul;    42. JOCURILE TRECERII, Vocalize în Sol Major, editura Junimea, Iași, 2018, 257 p., ISBN 978-973-37-2143-7;         42.b. În foileton în ziarul Curentul;    43. CUVÂNTUL COTIDIAN, Vocalize în La major, editura Junimea, Iași, 2019, 200 p., ISBN 978-973-37-2233-5;        43.b. În foileton în ziarul Curentul;     44. PROBLEMA, editura Hasefer, București, 2019, 279 p. ISBN 978-973-630-418-7;     45. CE AM SPUS, editura Mirador, Arad, 2019, 436 p. ISBN 978-973-164-264-2;     46. OPT PIESE, teatru, editura TipoMoldova, Iași, 2019, 347 p. ISBN 978-606-42-0409-7;    47. ENERVANT, Vocalize în si bemol minor, editura Junimea, 2020, 238 p., ISBN 978-676-37-238-3; 33. 2022, 48. JURNALUL PANDEMIC, Vocalize în Do de sus, editura Junimea, Iași, 2021, 209 p. (Volumul încheie ciclul Vocalizelor); ISBN                             49. TRĂIRILE MALEFICE, Editura Actual, Cluj-Napoca, 2022, 442 p., ISBN 078-606-95515-6-1;   50. TRĂDAREA, Editura NONA&CRIGARUX, Piatra-Neamț, 2022, 175 p. ISBN 978-606-769-027-9;

## Premii
- Premiul C.C. al U.T.C., București, 1973 - pentru romanul Martorul
- Premiul pentru proză al Uniunii Scriitorilor din România, 1998 pentru romanul Cei o sută – Oul de aur[9]
- Diploma de onoare „Pentru îndelungata activitate literară și pentru merite culturale” ASLA, Palermo, 2001
- Premiul de excelență pentru întreaga activitate literară - Asociația scriitorilor, 2003[10]
- Meritul Cultural în grad de Comandor, 2004[6]
- Premiul pentru proză – Festivalul Internațional EMIA, 2004[10]
- Premiul „Autorul Anului”, 2005[10]
- Premiul „Mihail Sebastian” pentru proză și teatru pe 2005-2006 conferit de Federația Comunităților Evreiești din România
- Premiul „Ion Creangă” al Academiei Române pentru anul 2008, pentru romanul Cei O Sută. Culoarul templier[11]
- Premiul pentru „Cea mai bună carte străină” în cadrul Târgului Internațional de Carte de la Belgrad, 2010[10]
- Marele Premiu la cea de-a III-a ediție a Concursului Național de Proză „Mihail Sadoveanu”, Iași, 2012, pentru seria  de romane „Cei o sută”, considerată de criticul Ioan Holban „o mare izbândă a prozei noastre contemporane”.[12]
- Premiul pentru proză al Uniunii Scriitorilor din România, 2013 pentru romanul Cei O Sută. Agnus Dei[9][13]   13.  >  Trofeul pentru excelență în cultură, Lugoj, 2012  14.  >  Premiul Sophia, Contact internațional, 2013  15.  >  Premiul pentru proză al Uniunii Scriitorilor pe 2013 (Agnus Dei)  16.  > Premiul Fundației Principesa Margareta pe 2014   17.  > Premiul revistei Irodalmi Jelen pe 2015  18.  > Diplomă de excelență, Universitatea „Aurel Vlaicu” din Arad, 2016  19.  > Excelența Bănățeană, Premiul „Coriolan Brediceanu” pentru „performanțe deosebite în educație”, Timișoara, 2017  20.  > „Ambasador al Culturii Arădene”, Consiliul Județean Arad, 2019  21.   < Diplomă de excelență – Omul Anului 2019, Centrul Cultural Israel – România, Tel Aviv, 2020   22.   < Cetățean de onoare al Municipiului Arad, 2020  23.   < Premiul pentru proză ARCA (premiul U. S. Arad) (Cuvântul cotidian) 33. 2022, Premiul Național de Proză Opera Omnia „Ion Creangă”, Piatra Neamț 34. 2023, Cetățean de onoare al orașului Târgu Neamț,, 35. 2023, Profesor universitar emerit,